# Degranvillea dermaptera
Die Orchidee Degranvillea dermaptera ist die einzige Art in der Gattung Degranvillea innerhalb der Familie der Orchideen (Orchidaceae). Sie wurde nur in Französisch-Guayana gefunden. Es liegt Mykoheterotrophie vor.

## Beschreibung
Degranvillea dermaptera wächst als ausdauernde krautige Pflanze. Sie bildet unterirdisch ein wurzelloses, stark verzweigtes, knollig verdicktes, behaartes Rhizom. Oberirdisch erscheint der etwa 15 cm hohe Blütenstand, Laubblätter werden nicht gebildet.
Die Blütenstandsachse ist behaart, unverzweigt, aufrecht, im oberen Bereich, wo sich die Blüten befinden, leicht überhängend. Die Farbe des Sprosses ist weißlich, er wird von kleinen, lanzettlichen, leicht orangefarbenen Hochblättern röhrenförmig umfasst. Im unteren Bereich des Sprosses stehen einige Hochblätter so dicht, dass sie sich überlappen, weiter oben sind die Internodien länger, so dass sie in Abständen stehen. Die Blüten stehen gedrängt zu zwei bis fünf zusammen, sie öffnen sich gleichzeitig. Die Tragblätter werden 5 bis 7 mm lang, Blütenstiel und Fruchtknoten messen zusammen 1 bis 1,5 cm, wobei der Blütenstiel relativ lang ist. Die Blüten sind weißlich, leicht behaart, waagrecht abstehend und röhrenförmig. Die Blütenblätter sind 5,5 bis 6 mm lang und 1,5 bis 2 mm breit. Die beiden seitlichen Sepalen sind miteinander verwachsen und bilden einen 6 bis 7 mm langen, konisch zulaufenden Sporn. Die Lippe ist an der Basis für ein kurzes Stück, das mit den seitlichen Sepalen verwachsen ist, stark verschmälert, dort mit zwei seitlichen, 3 mm langen, nach hinten in den Sporn gerichteten fadenförmigen Anhängseln versehen, die Nektar ausscheiden. Nach vorne wird die Lippe keilförmig breiter, sie ist im Querschnitt halbkreisförmig um die Säule geschlagen. Das vordere Drittel ist ausgebreitet, etwas nach unten umgeschlagen und am Rand gewellt. Die Lippe misst 7 × 5 mm. Die gelblich weiße Säule wird nach vorne leicht keulenförmig breiter, sie ist nicht gebogen, auf der Unterseite längs mit einer Furche versehen. Das Staubblatt enthält zwei körnige Pollinien, die an der Vorderseite (apical) mit einer rundlichen Klebscheibe (Viscidium) verbunden sind. Die Narbe besteht aus zwei getrennten Flächen. Das Trenngewebe zwischen Narbe und Staubblatt (Rostellum) ist breit und endet stumpf abgeschnitten.

## Verbreitung
Degranvillea dermaptera ist in Französisch-Guayana endemisch. Sie wächst in der Humusschicht von Wäldern in Höhenlagen von 400 bis 650 Meter. Das Klima ist durch eine kurze Trockenperiode gekennzeichnet.

## Systematik und Botanische Geschichte
Degranvillea dermaptera wurde erstmals 1979 von Ronald Oskar Determann und Jean Jacques de Granville gesammelt. Determann stellte in seiner Erstbeschreibung 1985 in American Orchid Society Bulletin Band 54, Teil 1, Seite 174 eine neue Gattung auf und benannte sie nach Jean Jacques de Granville (geb. 1943), einem französischen  Botaniker. Das Artepitheton dermaptera leitet sich vom wissenschaftlichen Namen der Ohrwürmer her, da die Anhängsel der Lippe an deren Zangen (Cerci) erinnerten.
Nach morphologischen Gesichtspunkten wird Degranvillea dermaptera innerhalb der Orchideen (Orchidaceae) in die Subtribus Spiranthinae aus der Tribus Cranichideae in der Unterfamilie Orchidoideae innerhalb der Familie Orchidaceae eingeordnet. Die weiteren Verwandtschaftsverhältnisse sind unklar. Degranvillea unterscheidet sich von den weiteren Gattungen der Spiranthinae durch die fadenförmigen Nektardrüsen, den langen Blütenstiel sowie die Form des Rostellums.